# Jacques Clément

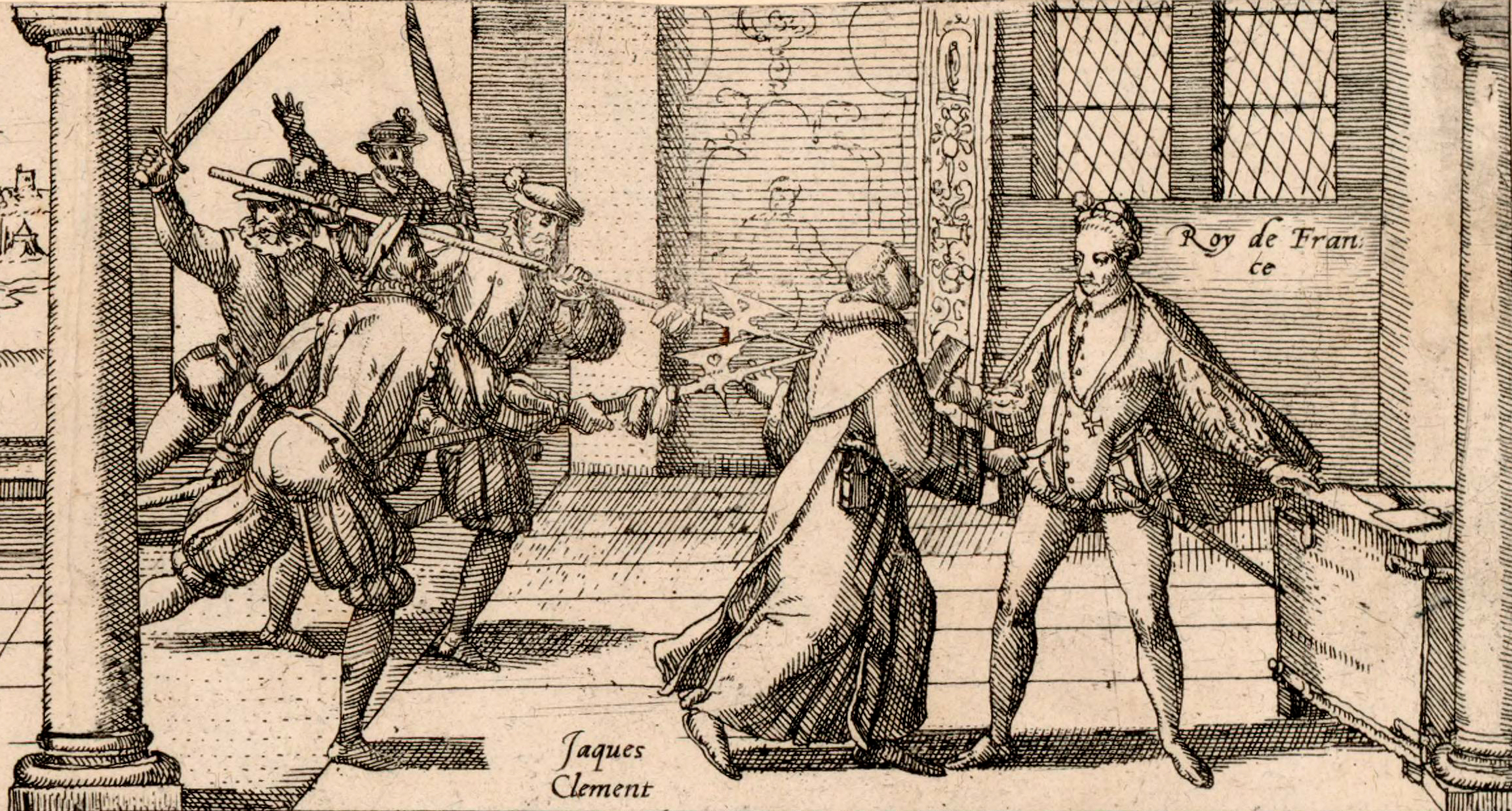

Jacques Clément OP (ur. 1567 w Serbonnes, zm. 1 sierpnia 1589 w Saint-Cloud) – francuski duchowny katolicki, dominikanin, morderca króla Henryka III Walezego.

## Życiorys
Clément urodził się w mieście Serbonnes, obecnie znajdującym się w departamencie Yonne w prowincji Burgundia, tam też wstąpił do zakonu dominikanów. We Francji trwała wówczas wojna domowa pomiędzy katolikami a protestantami, toteż młody, żarliwy duchowny rychło stał się zwolennikiem Ligi Katolickiej, założonej przez ród Gwizjuszy w 1576 do walki z hugenotami, dowodzonymi przez Henryka IV, króla Nawarry, a wspieranej przez Hiszpanię i Państwo Kościelne. Wykazywał głęboki religijny fanatyzm i nawoływał do eksterminacji heretyków.
Wówczas również Clément powziął zamiar zamordowania króla Henryka III, który poczynił wobec hugenotów pewne ustępstwa i ściągnął na siebie papieską ekskomunikę. Jego pomysł zyskał poparcie niektórych spośród przywódców Ligi. Młody zakonnik pewny był nagrody doczesnej, gdyby jego plan się powiódł, lub też nagrody w wieczności, gdyby zawiódł.

## Zamach
Otrzymawszy listy dla króla, opuścił Paryż 31 lipca 1589 i udał się do Saint-Cloud, do głównej siedziby Henryka Walezego, który oblegał wówczas Paryż. Następnego dnia został przyjęty w obecności króla i oddając powierzone sobie listy oznajmił, iż ma ponadto do przekazania ważne i poufne wiadomości. Wówczas to obecni słudzy i gwardziści odstąpili od znajdującego się w szalecie Henryka i kiedy ten czytał dostarczone mu pisma, Clément ugodził go sztyletem. Umierający władca wykrzyknąć miał Zabił mnie! Zabijcie go! Mordercę zlinczowali na miejscu strażnicy. Henryk III zmarł rankiem następnego dnia w wyniku odniesionych ran. Ciało Jacques’a Clémenta zostało później poćwiartowane i spalone.
Mimo iż czyn duchownego oceniany był różnie zarówno w Paryżu jak i wśród członków Ligi Katolickiej, to jednak Clément uznany został za męczennika, a jego czyn wychwalany był przez papieża Sykstusa V, rozważano nawet jego kanonizację.